# Energizer
Energizer, «Энерджайзер» — американский производитель химических источников тока. Специализация: выпуск аккумуляторов, первичных элементов питания, батарей, зарядных устройств, фонарей, специальных элементов питания. Главный офис находится в городе Сент-Луисе, штат Миссури, США.

## История

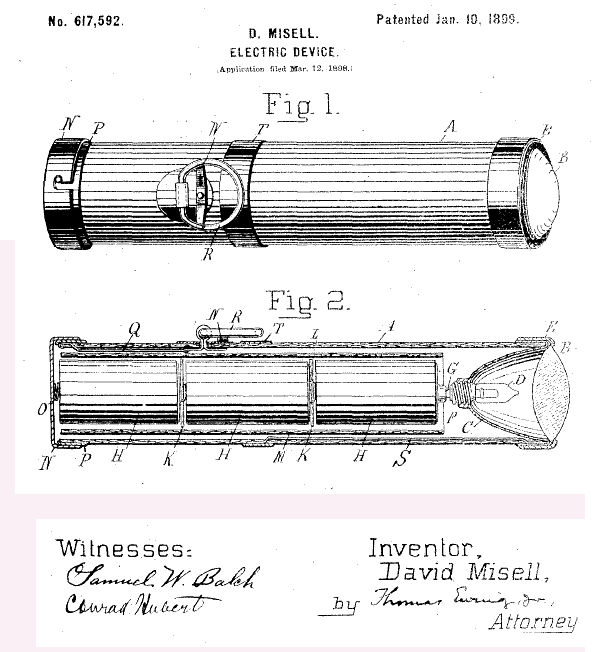
Патент № 617 592 от 10 января 1899 года

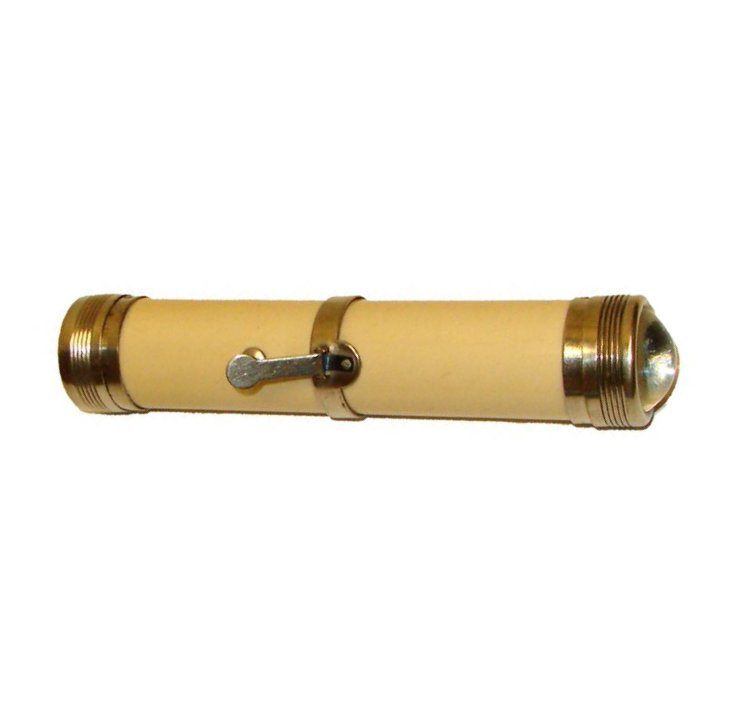
Первый ручной электрический фонарик «Ever Ready»

Предшественником компании является American Ever Ready Company, основанная в 1890 году Конрадом Хьюбертом; она выпускала гальванические элементы и фонари, а в конце 1890-х годов начала выпуск ручных фонарей. В 1913 году она была поглощена химической компанией National Carbon Company (с 1917 года — Union Carbide and Carbon Corporation).
После Второй мировой войны компания начала выпуск разработанных в Германии никель-кадмиевых аккумуляторов, в 1955 году — миниатюрных элементов питания для слуховых аппаратов, в 1956 году — 9-вольтовых батарей, в 1957 году — элементов питания для наручных часов. В 1959 году компания Eveready разработала цилиндрические щелочные гальванические элементы; в Национальном музее естественной истории выставлен первый прототип щелочного элемента, изготовленный вручную научным сотрудником компании Льюисом Урри. Но, поскольку щелочные батарейки работали дольше, чем солевые, компания не спешила продвигать их на рынок, массовое их производство началось только в 1970-х годах, после того, как их начал выпускать основной конкурент, Duracell. В 1980 году для щелочных батареек был разработан новый бренд — Energizer. В середине 1980-х годов рынок бытовых элементов питания США оценивался в 2 млрд долларов, из них 90 % приходилось на бренды Eveready, Energizer и Duracell.
В 1986 году Union Carbide была вынуждена продать своё подразделение бытовых источников питания Eveready Battery Company, покупателем стала компания по производству кормов для домашних животных Ralston Purina, которая заплатила за подразделение 1,4 млрд долларов. В следующие годы Eveready Battery Company начала терять позиции на рынке, поскольку появились новые конкуренты, в частности Kodak. Для оживления продаж в 1989 году началась рекламная кампания с кроликом, направленная непосредственно против Duracell. Также компания занялась расширением международного присутствия, самым крупным приобретением стал французский производитель батареек Cofinea в 1989 году. В 1993 году был куплен американский производитель перезаряжаемых батареек Gates Energy Products.
В 1999 году Eveready Battery Company сменила название на Energizer Holdings, а в следующем году стала независимой компанией, её акции были размещены на Нью-Йоркской фондовой бирже. Затем компания начала развивать подразделение средств гигиены. В 2003 году у Pfizer были куплены бренды товаров для бритья Schick и Wilkinson Sword. В 2007 году была куплена компания Playtex, производитель товаров личной гигиены и средств для загара. В 2013 году у Johnson & Johnson были куплены бренды женской гигиены Stayfree, Carefree и o.b. В 2015 году подразделение средств гигиены было выделено в самостоятельную компанию Edgewell Personal Care. В 2018 году были куплены бренды автокосметики Nu Finish. В 2019 году Energizer купила за 2 млрд долларов бизнес по производству гальванических элементов и аккумуляторов у группы компаний Spectrum Brands; покупка включала бренды Ray-O-Vac и Varta, однако в том же году права на бренд Varta в Европе были проданы немецкой компании Varta AG. В 2018 году Energizer анонсировала 2 линейки смартфонов Hardcase и Power Max, а также линейку фичефонов Energy, однако развития это направление деятельности не получило.

## Деятельность
Подразделения по состоянию на 2022 год:
- источники питания — производство бытовых источников питания, включая одноразовые батарейки, аккумуляторы и специализированные источники питания; типы источников питания включают литиевые, щелочные, угольно-цинковые, никель-металлогидридные, воздушно-цинковые и серебряно-цинковые; продаются под брендами Energizer, Eveready и Rayovac, а также Varta в Латинской Америке и Азии; 75 % выручки;
- автотовары — различные аксессуары для автомобилей, включая ароматизаторы, системы кондиционирования, декоративные элементы, автокосметика; 20 % выручки;
- освещение — осветительное оборудование, включая ручные фонарики, фонари и фары; 4 % выручки.

На США в 2022 году пришлось 55 % выручки, на остальную Северную Америку — 4 %, на другие регионы — 41 %.

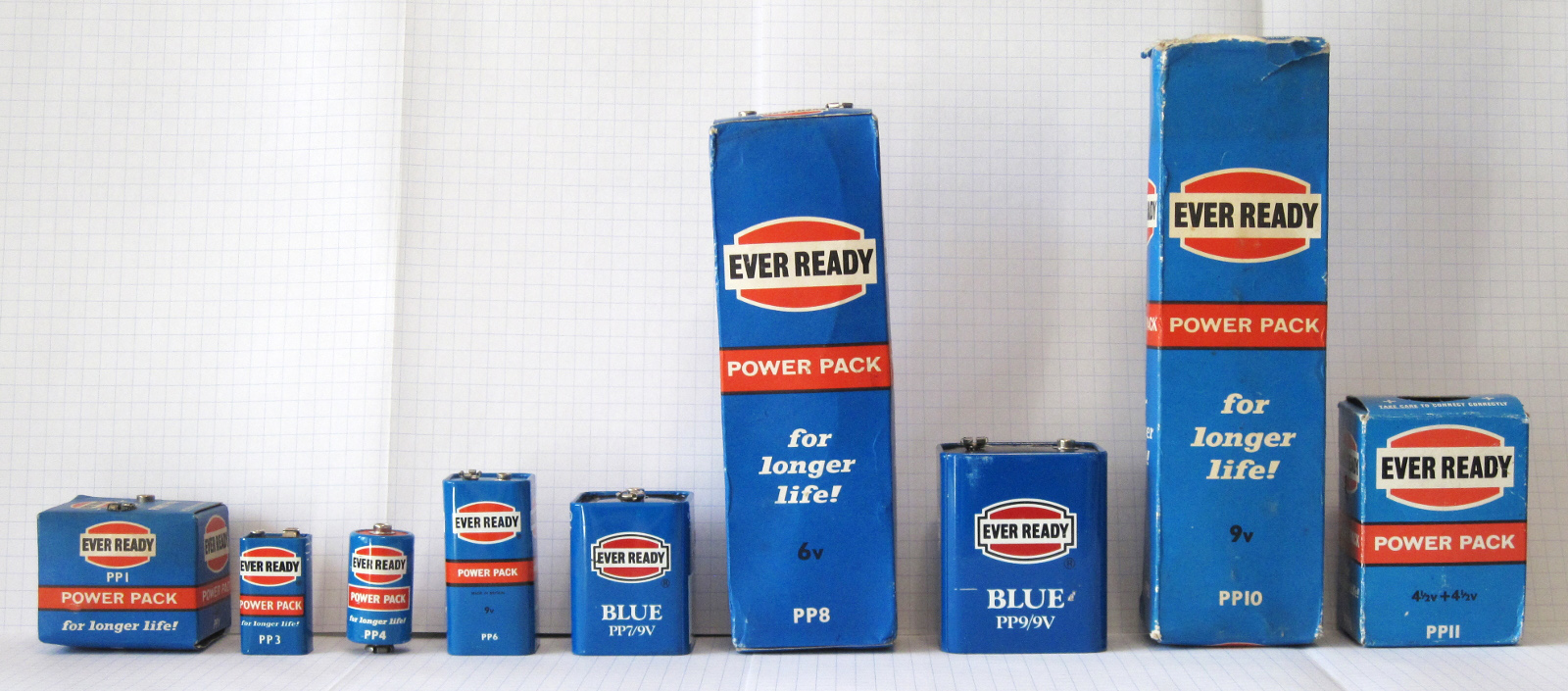
4,5/6/9-вольтовые батареи «Ever Ready» типоразмеров PP1, PP3, PP4, PP6, PP7, PP8, PP9, PP10, PP11 для радиоприёмников
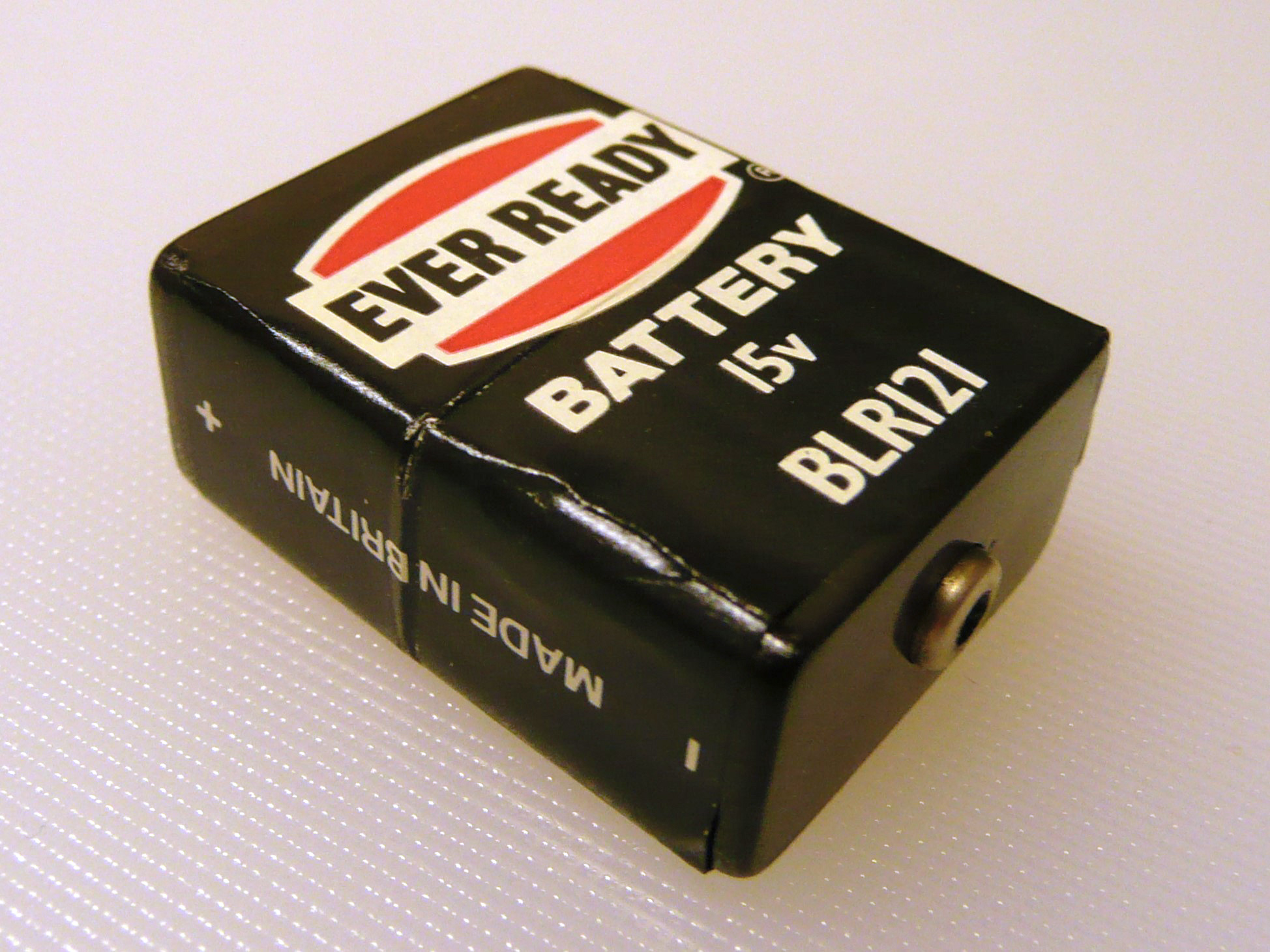
15-вольтовая батарея «Ever Ready» типоразмера BLR121
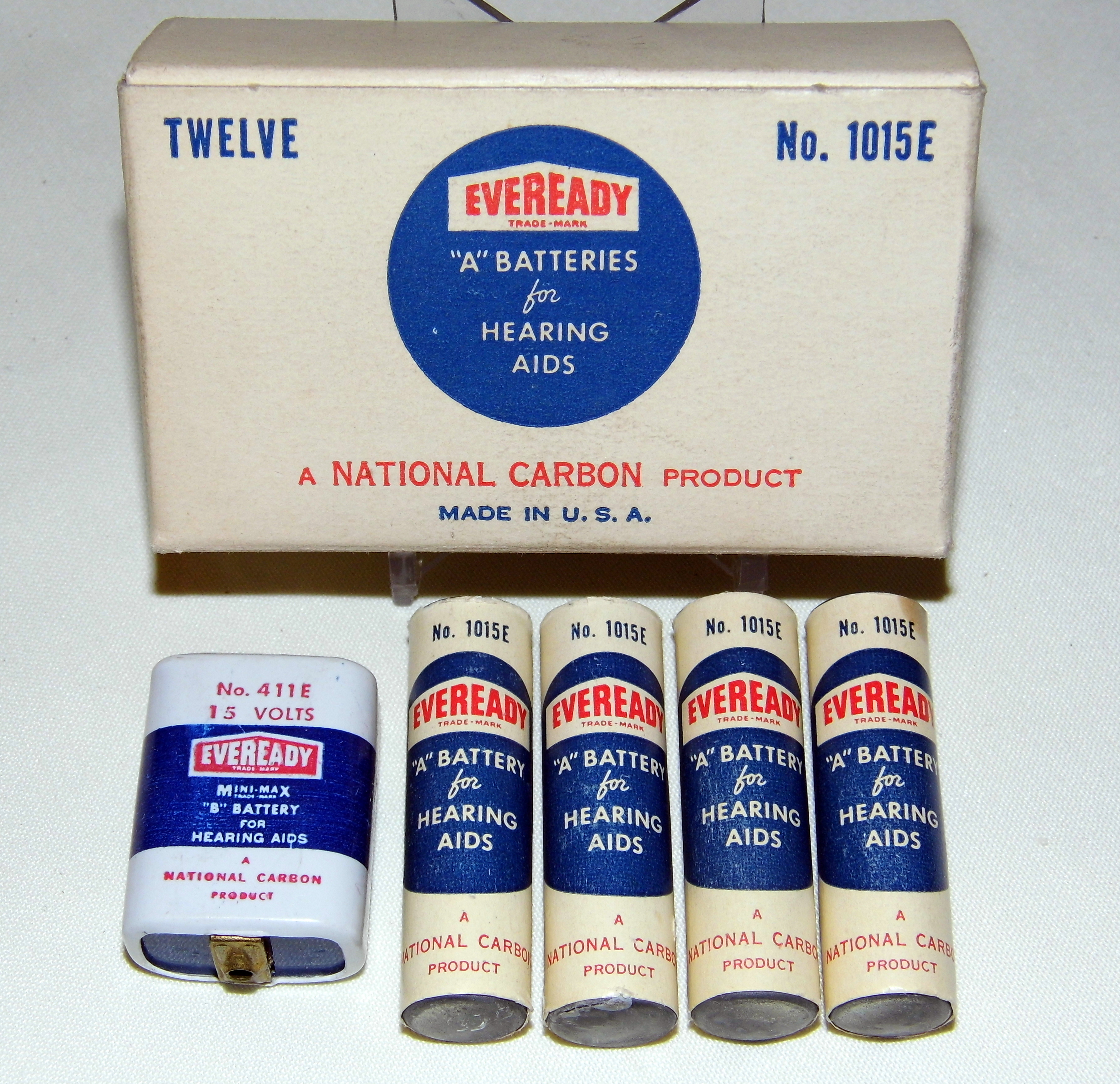
15-вольтовая батарея «Eveready-411E» типоразмера B (слева) и 1,5-вольтовые гальванические элементы «Eveready-1015E» типоразмера A
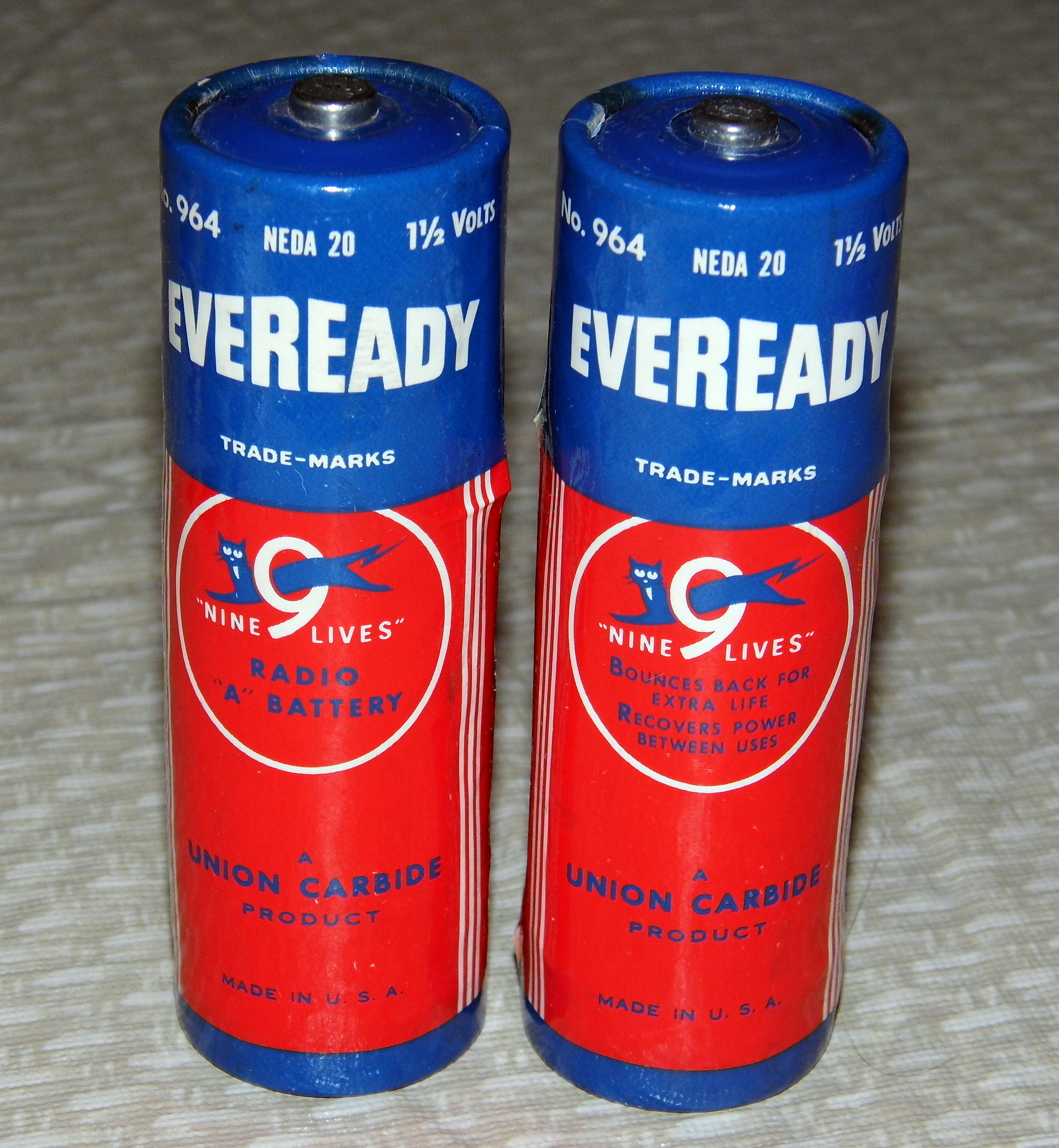
1,5-вольтовые гальванические элементы «Eveready-964» типоразмера A (NEDA 20)
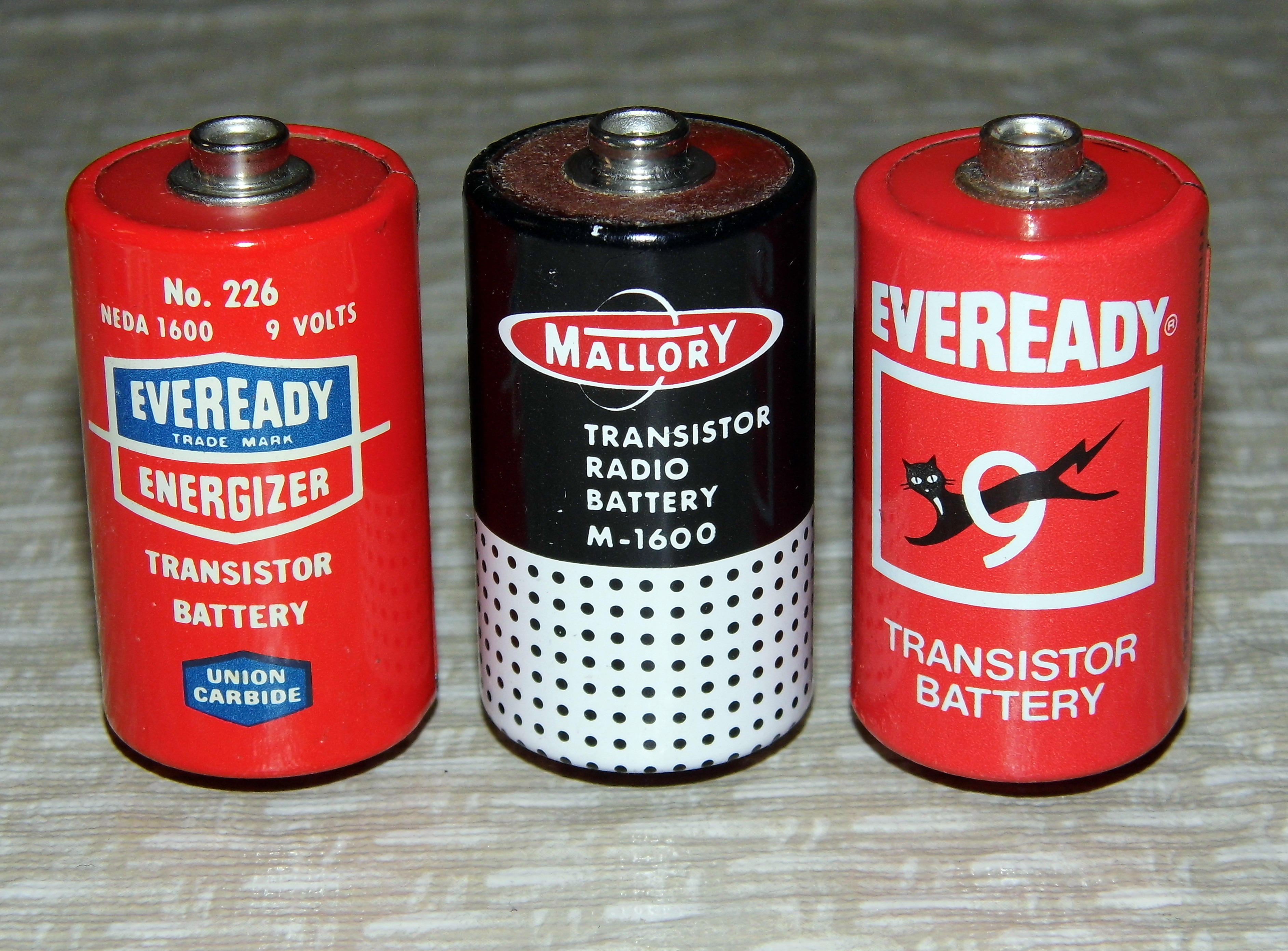
9-вольтовые батареи типоразмера NEDA 1600 (PP4) «Eveready/Energizer-226», «Mallory M-1600», Eveready
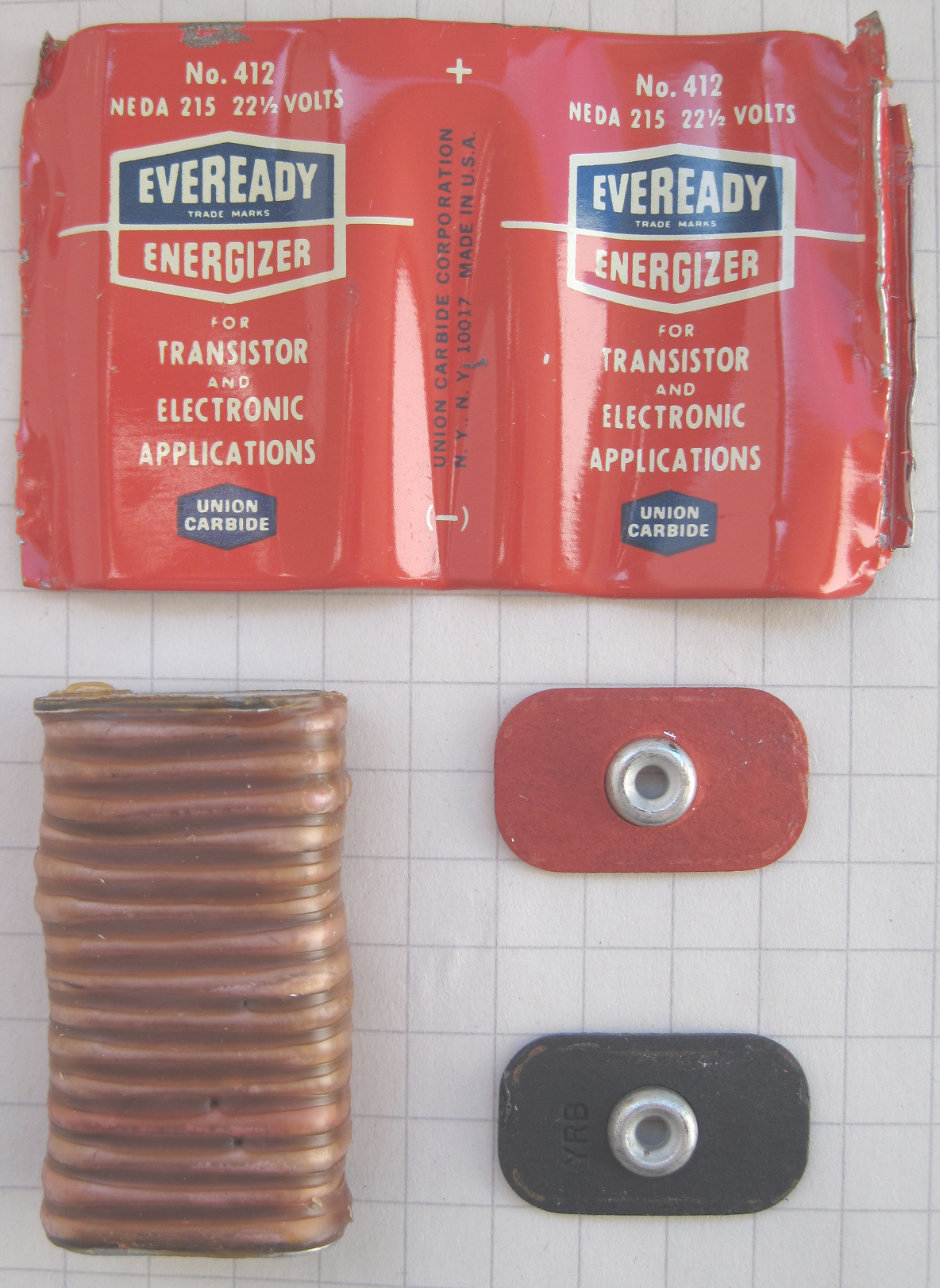
Разобранная 22,5-вольтовая батарея Eveready/Energizer-412 типоразмера NEDA 215, состоящяя из 15 гальванических элементов

## Рекламные акции компании

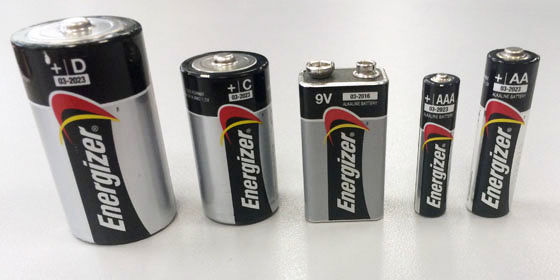
Гальванические элементы «Energizer» типоразмеров D, C, AAA, AA и батарея типа «Крона» (PP3) (посередине)

- В 1920-е годы эта компания спонсировала радиопередачу «The Eveready Hour».
- В 1941 году, после вступления США во Вторую мировую войну, слоган поменялся на: «Поменяйте аккумулятор! Сэкономьте!», чтобы способствовать экономическому росту.
- В 1970-х годах актёр Роберт Конрад[англ.][9] был главным действующим лицом рекламы щелочных элементов питания Eveready Alkaline Power Cells, сравнивая в рекламных роликах свою физическую силу с мощностью гальванического элемента, размещенного у него на плече, и предлагая своим собеседникам попробовать его сбить.
- В начале 1980-х годов компания использовала слоган «Заряженный! Для жизни!», причем показывались люди, использующие элементы питания Energizer в повседневных ситуациях.
- В 1986 году компания отметилась рекламной кампанией, которая больше всего запомнилась фразой от Мэри Лу Реттон[10]: «Она суперзаряжена!».
- В конце 1980-х годов прошла рекламная кампания с участием Марка Джейко Джексона, коронная фраза которого: «Энерджайзер! Он удивит вас! Ой!»[11].
- С 1988 года в телевизионной рекламе «Energizer» использовался знаменитый «Кролик Energizer» (англ. Energizer Bunny). Основой послужил похожий «Кролик Duracell», использовавшийся в рекламе для Великобритании. Зачастую кролик соревновался с менее успешным элементом питания конкурентов «Супервольт» (Supervolt), под которым подразумевался Duracell.
- В Азии, Австралии, Новой Зеландии и Великобритании талисманом Energizer является антропоморфный элемент питания формфактора АА со спортивным телосложением. Этот герой все делает с огромной скоростью, тем самым демонстрируя, что элементы питания Energizer прослужат долго. Основная причина его появления в том, что Duracell рекламировали свои элементы питания на рынке, используя образ «Кролика Duracell».
- Оба бренда используются по лицензии компанией Pep Boys[12] (производитель автозапчастей) при производстве автомобильных аккумуляторных батарей. Используемый компанией Pep Boys логотип Energizer похож на логотип из 1980-х, который был впервые использован для потребительских сухих аккумуляторов.
- В некоторых азиатских странах Eveready и Energizer продвигаются как два разных бренда. Это привело к сосуществованию щелочных элементов питания Eveready Gold Alkaline и Energizer Alkaline на соседних полках в магазинах. Тем не менее, категории потребителей у этих продуктов различны: элементы питания Eveready находятся в более низкой ценовой категории, а Energizer предназначены для устройств, требующих большого запаса энергии, и имеют соответствующую цену.

## Продукция

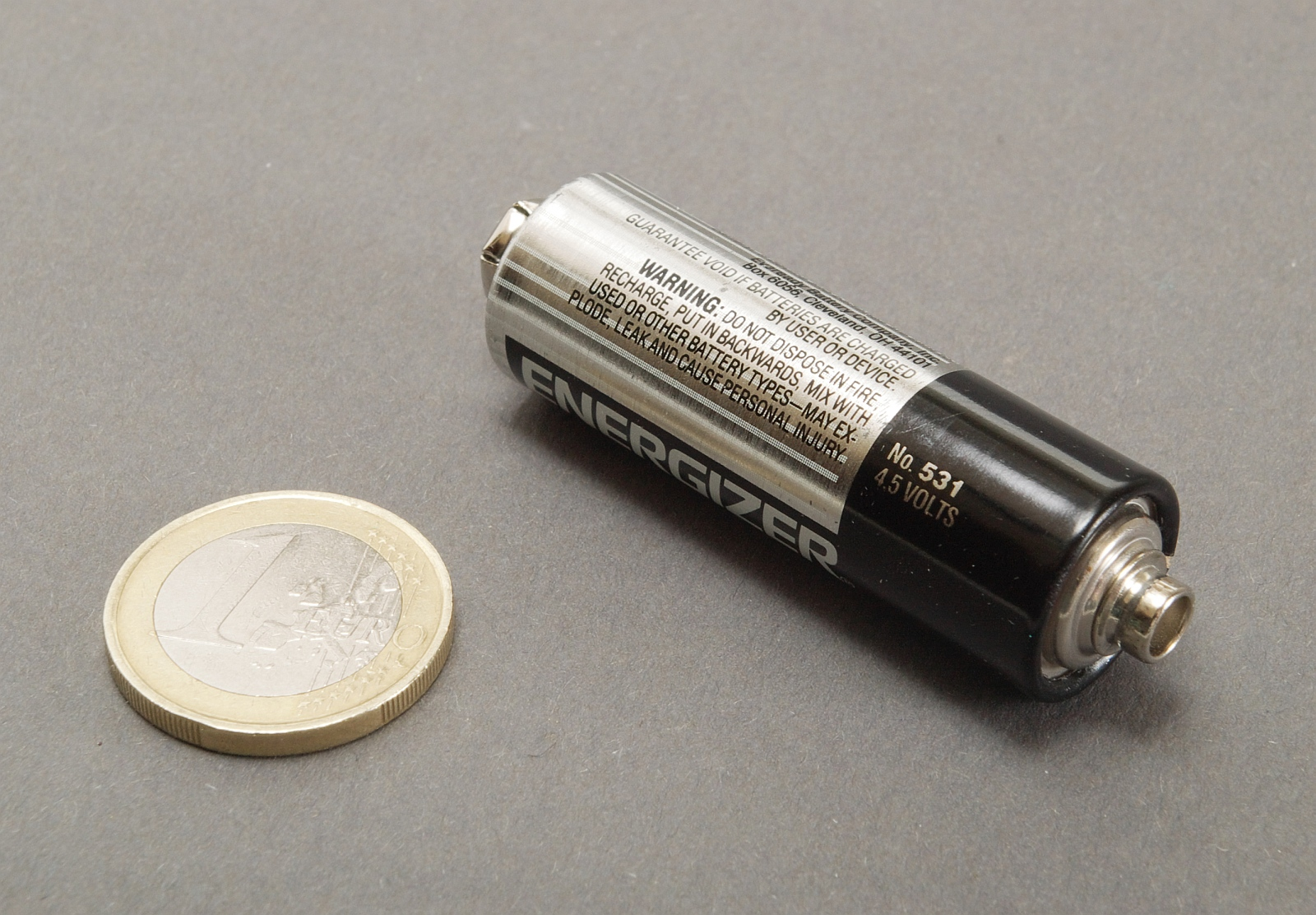
4,5-вольтовая батарея «Energizer-531»

Energizer выпускает основных типоразмеров гальванические элементы (ААА, АА, С, D), батареи (6F22, 6R61, 3R12, A23), специальные элементы питания, аккумуляторы, зарядные устройства и фонари.
В 2018 году Energizer представила 3 линейки мобильных телефонов собственного производства: Hardcase, Power Max и Energy. Ряд смартфонов Power Max представлен моделями P490S, P490, P600S, P550S и P16K Pro. Линейка Hardcase имеет смартфон с изогнутым экраном H550S. Модели Energy представлены фичефонами E10+ и E11.
7 февраля 2019 года в Марселе (Франция) Avenir Telecom, эксклюзивный представитель компании Energizer, и KaiOS Technologies объявили о своём партнёрстве и предстоящем выпуске восьми новых телефонов под торговой маркой Energizer на базе ОС KaiOS.

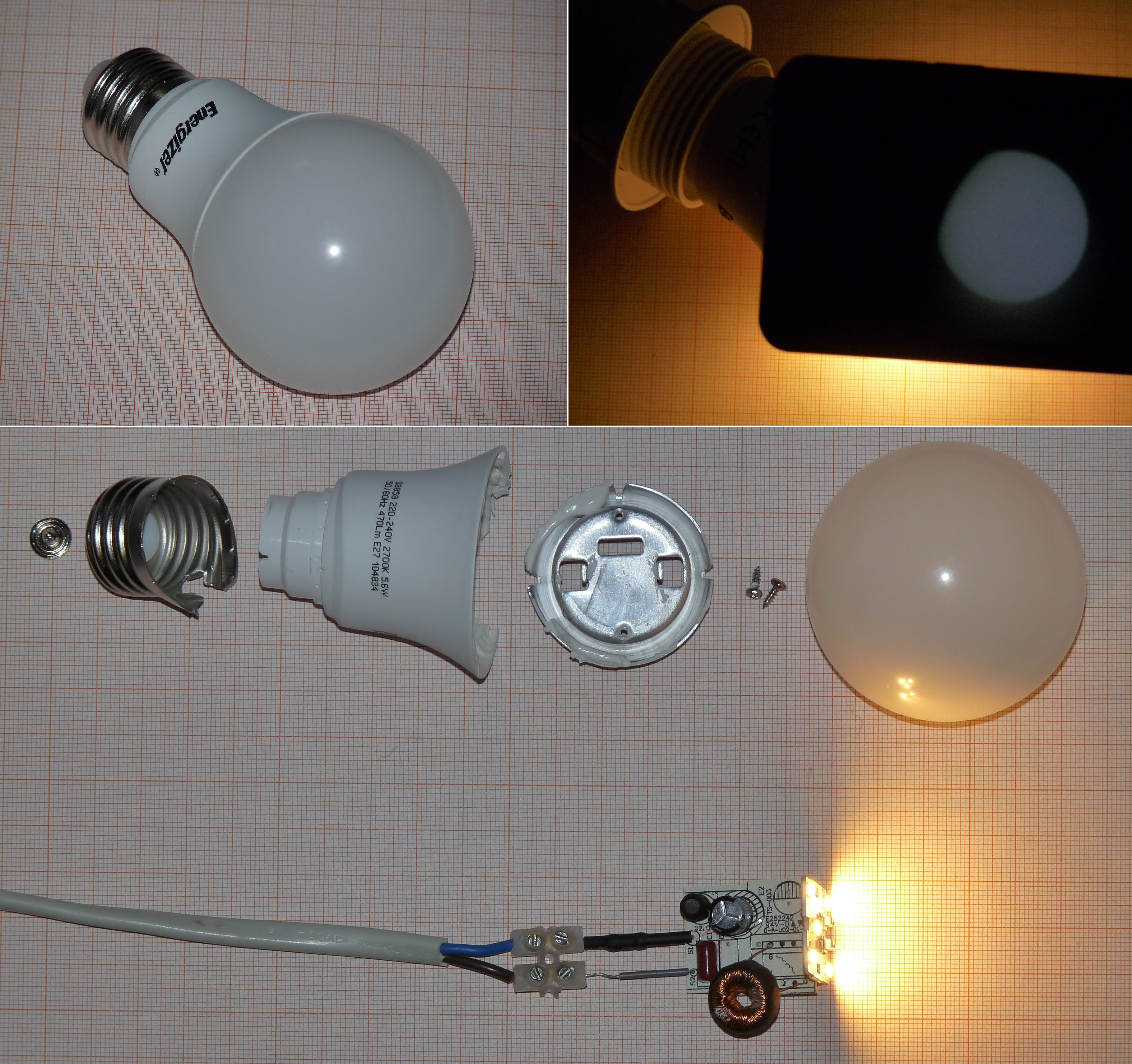
Светодиодная лампа «Energizer»
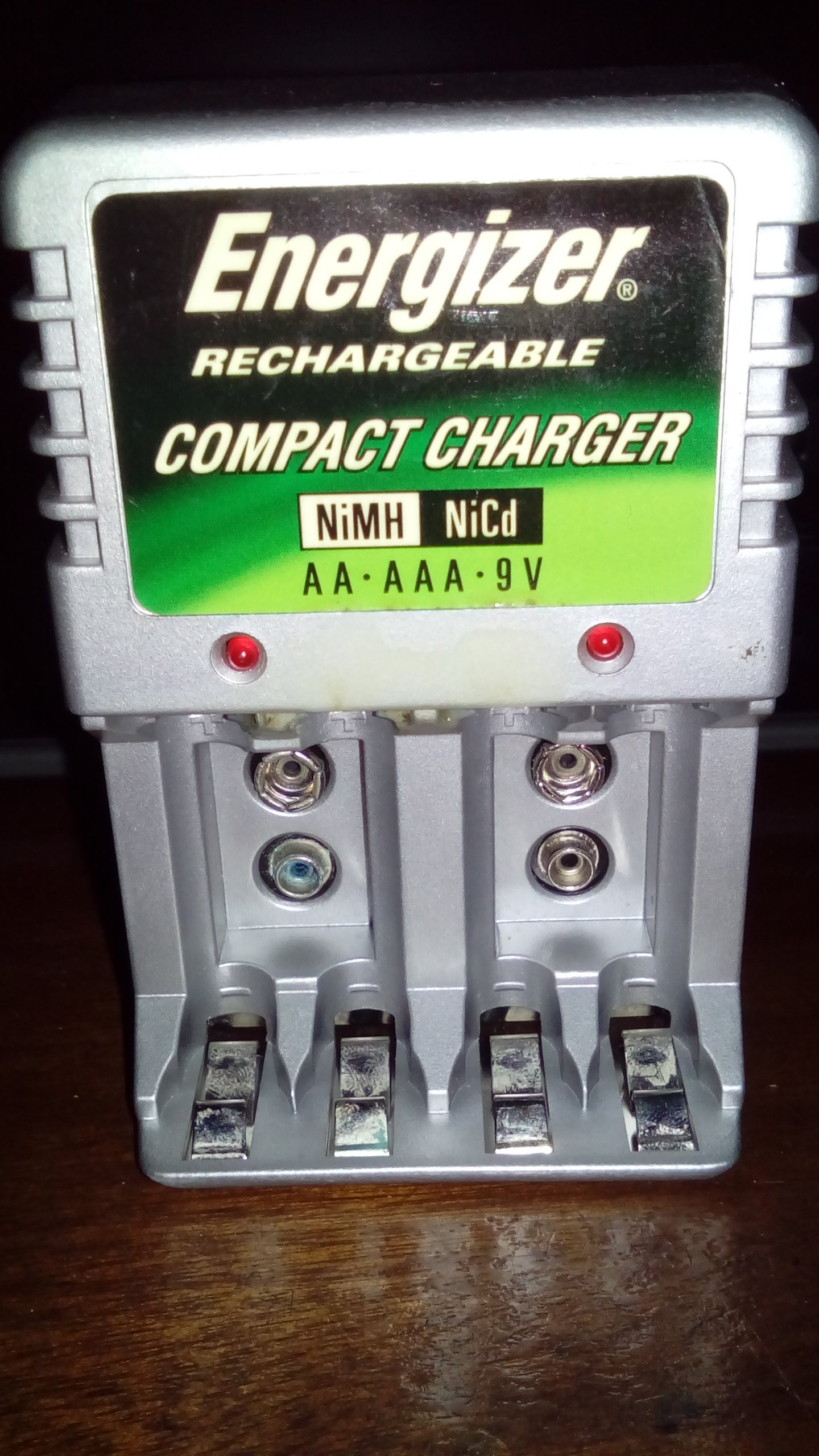
Зарядное устройство для NiMH и NiCd аккумуляторов типоразмеров AA, AAA и аккумуляторных батарей типа «Крона»
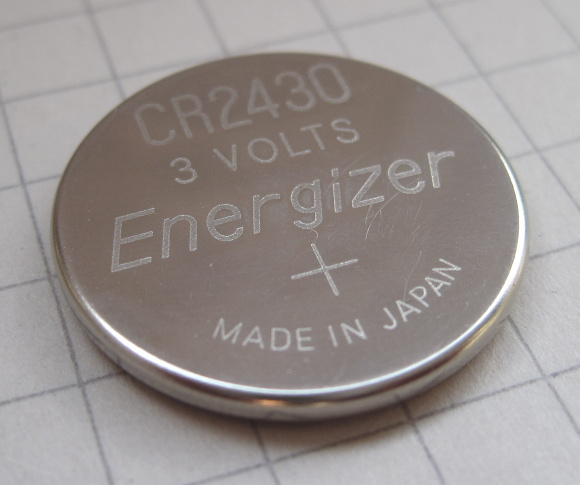
Миниатюрный 3-вольтовый литиевый гальванический элемент типоразмера CR2430
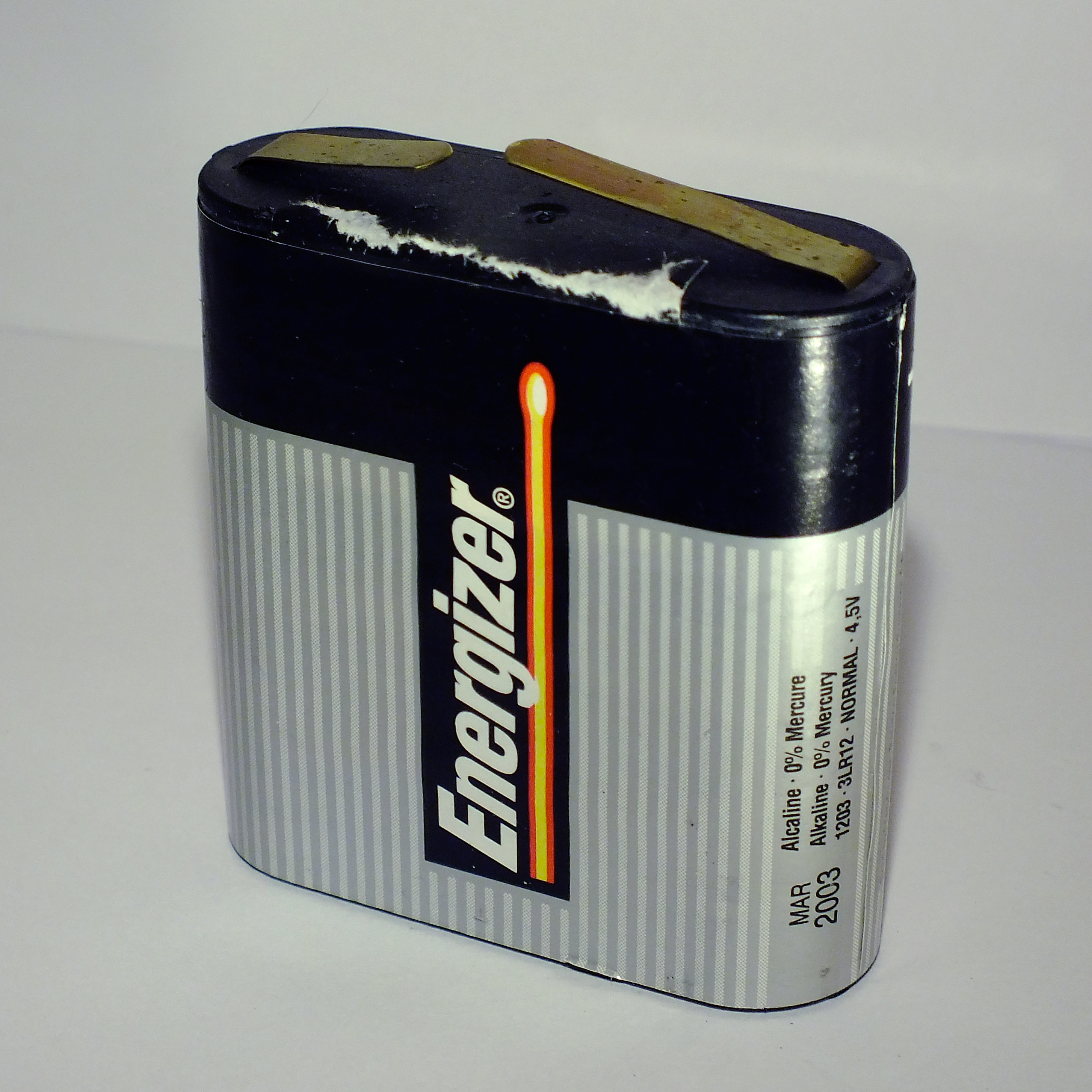
4,5-вольтовая батарея типоразмера 3LR12, состоящая из 3 щелочных гальванических элементов LR12
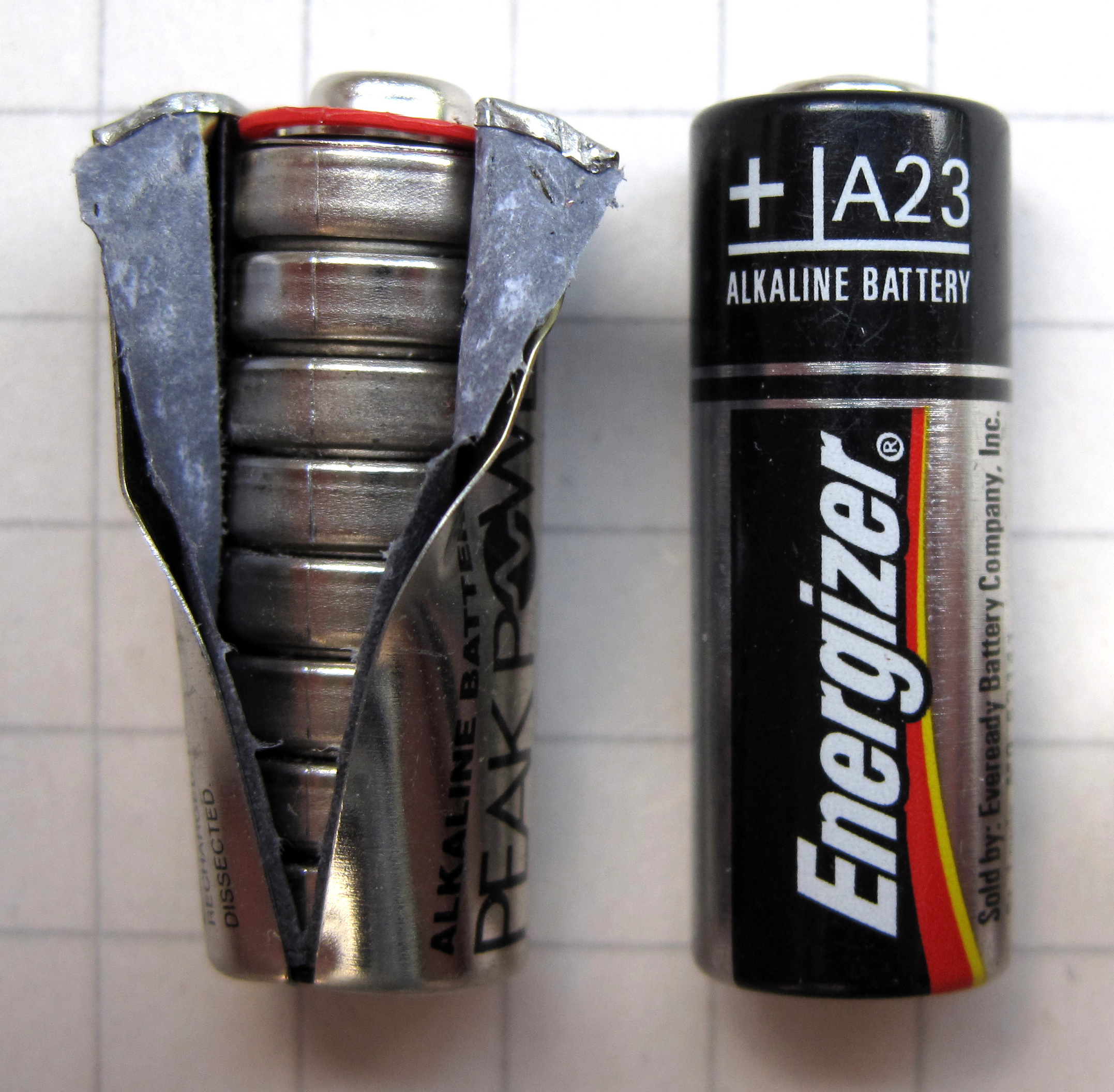
12-вольтовая батарея типоразмера A23, состоящая из 8 щелочных миниатюрных гальванических элементов